# Tour de Corse 1976
Le Tour de Corse 1976 (20e Tour de Corse), disputé du 6 au 7 novembre 1976, est la quarantième manche du championnat du monde des rallyes (WRC) courue depuis 1973 et la neuvième manche du championnat du monde des rallyes 1976 (WRC). L'épreuve fait également partie du championnat de France des rallyes.

## Contexte avant la course

### Le championnat du monde
Depuis 1973, le championnat mondial des rallyes pour marques, ayant succédé au championnat international des marques, regroupe les plus grandes épreuves routières internationales. Dix manches sont inscrites au calendrier 1976, disputées en majorité sur terre. Les rallyes du championnat sont réservés aux voitures des catégories suivantes :
- Groupe 1 : voitures de tourisme de série
- Groupe 2 : voitures de tourisme spéciales
- Groupe 3 : voitures de grand tourisme de série
- Groupe 4 : voitures de grand tourisme spéciales

Avec trente-deux points d'avance sur Opel, seul autre constructeur régulièrement engagé, la Scuderia Lancia a dominé la saison, la Stratos s'étant imposée à trois reprises (à Monte Carlo, au Portugal et à San Remo). Une cinquième place en Corse serait suffisante pour que la marque italienne remporte un troisième titre mondial consécutif.

### L'épreuve
Surnommé le rallye aux 10000 virages, le Tour de Corse fut créé en 1956 à l’initiative de deux passionnés de sport automobile, le docteur Jean Sermonard et le comte Peraldi. Son parcours très sélectif a rapidement propulsé cette épreuve au rang international et, depuis 1973, le Tour de Corse constitue la manche française du championnat du monde. L'arrivée de la Lancia Stratos en 1974 a mis un terme à la domination exercée par les berlinettes Alpine, victorieuses à quatre reprises entre 1968 et 1973.

## Le parcours

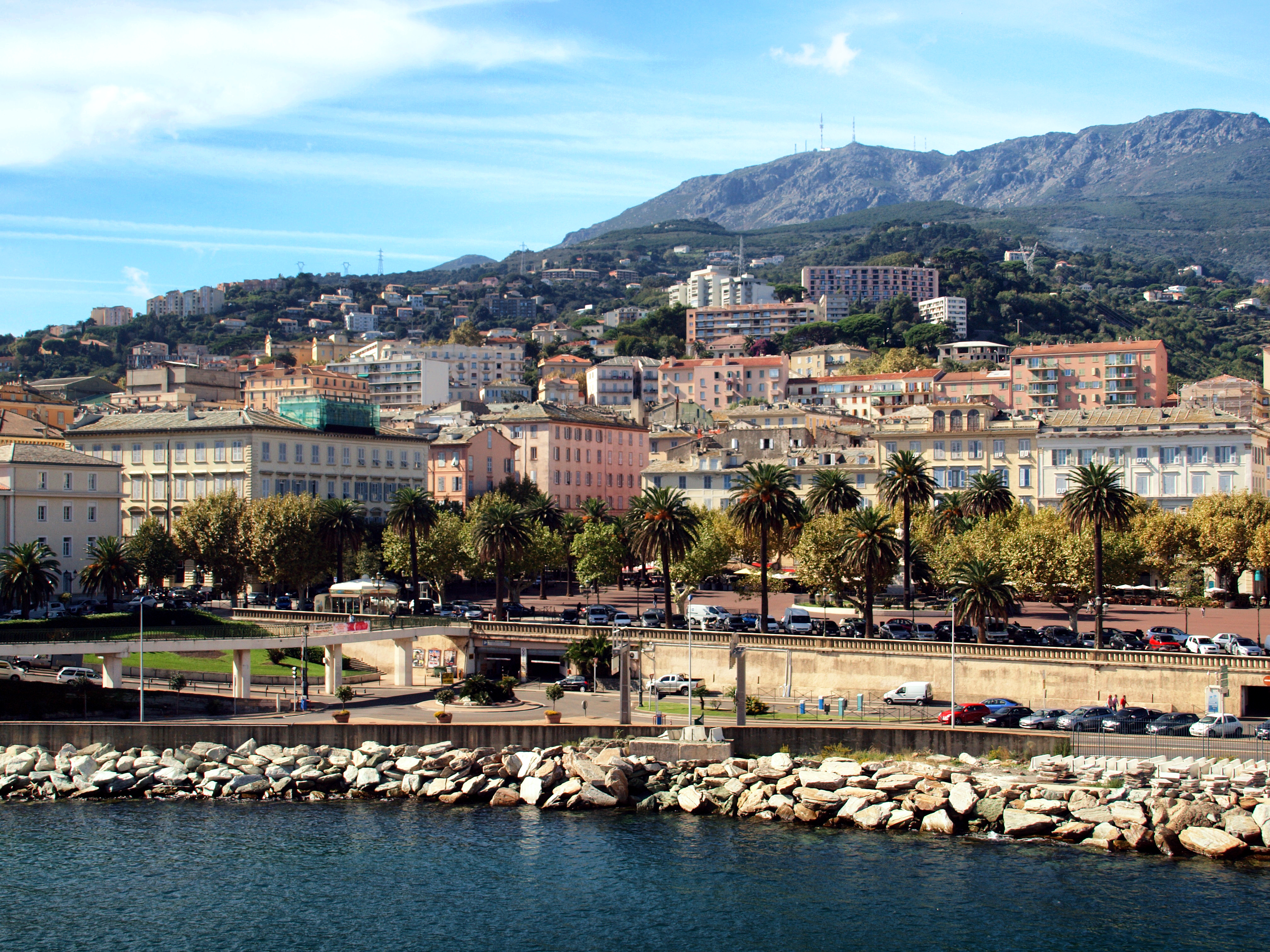
Bastia, ville départ et arrivée du rallye

- vérifications techniques : 5 novembre 1976 à Bastia
- départ : 6 novembre 1976 de Bastia
- arrivée : 7 novembre 1976 à Bastia
- distance : 1 306 km dont 629,6 km sur 9 épreuves spéciales
- surface : asphalte
- Parcours divisé en deux étapes[3]

### Première étape
- Bastia - Calvi - Porto-Vecchio - Zonza - Ajaccio, du 6 au 7 novembre
- 5 épreuves spéciales, 373,7 km

### Deuxième étape
- Ajaccio - Bastelica - La Porta - Bastia, le 7 novembre
- 4 épreuves spéciales, 255,9 km

## Les forces en présence
- Lancia

L'écurie officielle n'a engagé qu'une seule voiture, confiée à Sandro Munari : une Stratos HF groupe 4 à moteur V6 24 soupapes de 2400 cm3, d'une puissance de l'ordre de 270 chevaux, pour un poids d'environ 800 kg. Trois Stratos privées sont également au départ, la plus en vue étant celle de l'équipe Chardonnet, à moteur 12 soupapes (près de 250 chevaux), pilotée par Bernard Darniche. S'étant auparavant distingué sur Alpine, Francis Serpaggi a loué une Stratos du Jolly Club, tandis que l'Italien 'Nico' aligne sa voiture personnelle.
- Alpine

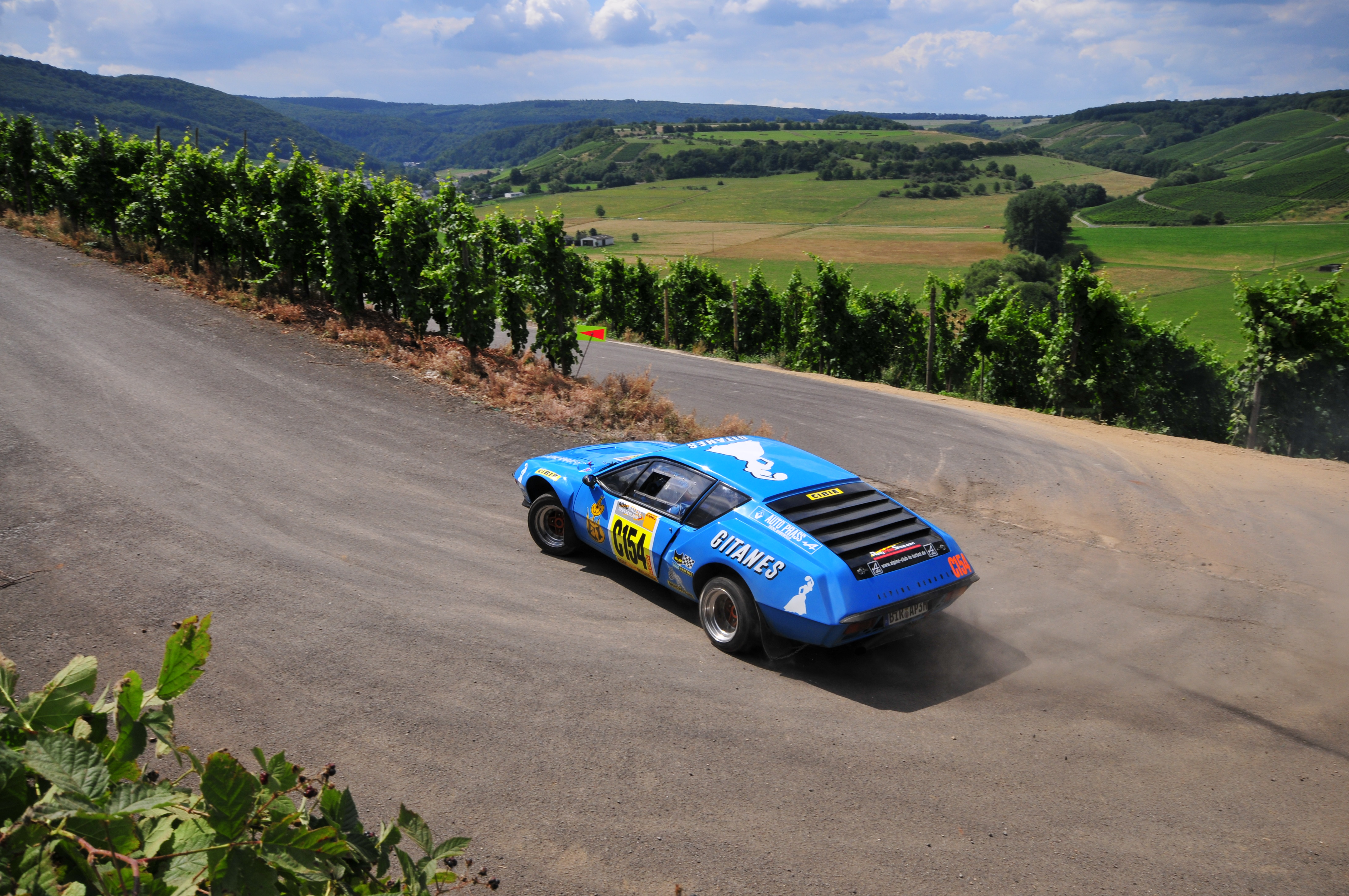
Une Alpine A310 groupe 4 lors d'une course historique.

L'équipe Gitanes a engagé deux A310 groupe 4 (800 kg, moteur quatre cylindres, préparation Mignotet, 1800 cm3, 195 chevaux) pour Jean-Claude Andruet et Jean Ragnotti. Francis Vincent et Michèle Mouton disposent de modèles identiques (sous les couleurs de Christine Laure), ainsi que le pilote local Jean-Pierre Manzagol qui a loué une voiture à l'usine. De très nombreuses berlinettes privées sont également au départ, les plus en vue étant celles de Jean-Marie Soriano (groupe 4) et de Pierre-Louis Moreau (groupe 3).
- Opel

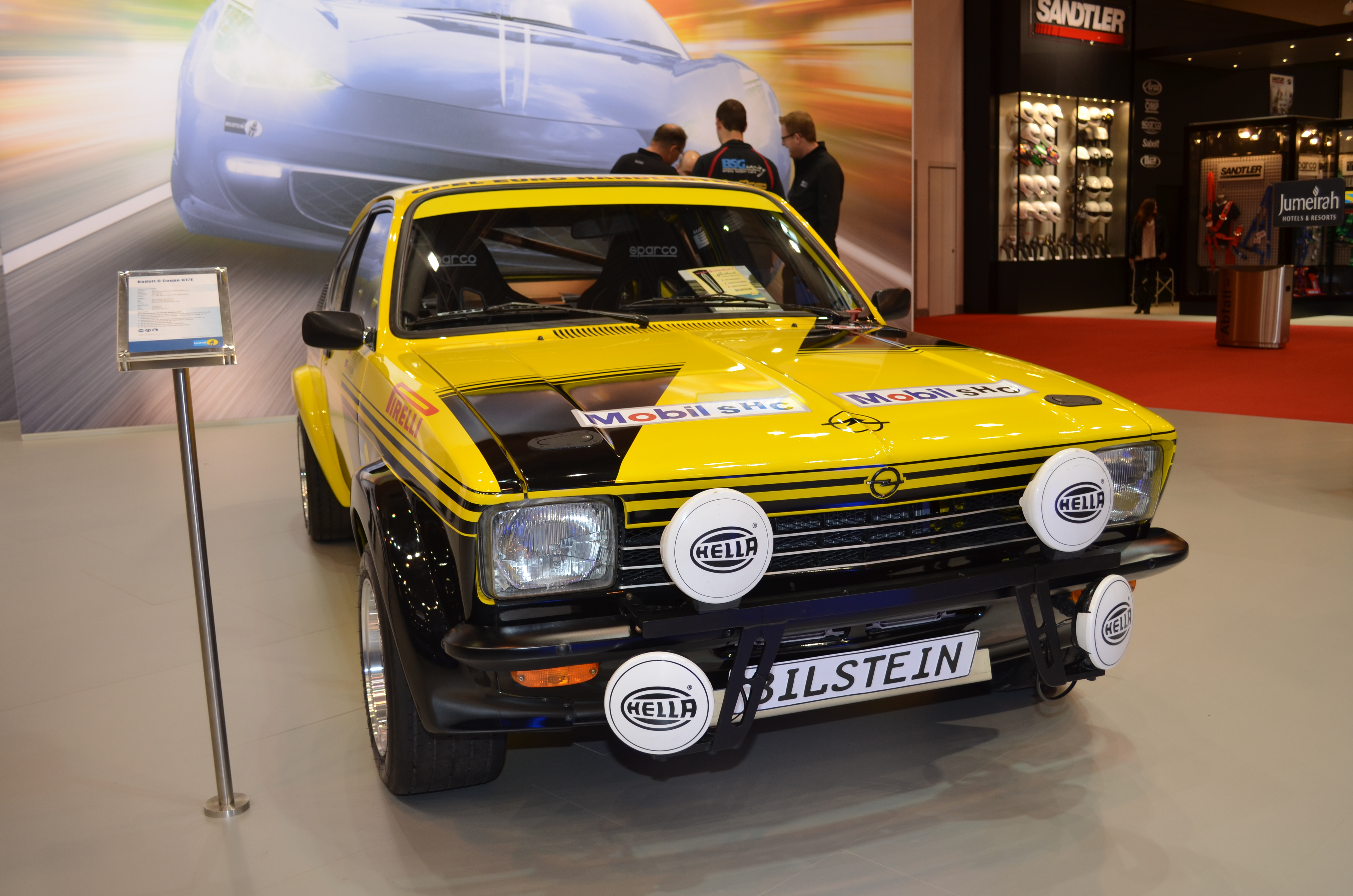
Une Opel Kadett GT/E groupe 4.

La marque allemande, qui possède encore une toute petite chance de rester en lice pour le titre mondial, a engagé deux Kadett GT/E groupe 4 sous la bannière de l'Euro Händler Team. Ces voitures sont équipées d'un moteur quatre cylindres deux litres seize soupapes, à injection, développant 240 chevaux. Elles sont aux mains de Walter Röhrl et de Jean-Pierre Nicolas, pilotes habituels de la marque. De son côté, le concessionnaire marseillais Vimont a engagé deux Kadett groupe 4 en version huit soupapes (environ 200 chevaux) pour Guy Fréquelin et Jean-Louis Clarr. Beaucoup de pilotes privés s'alignent sur des Kadett groupe 1 ou groupe 2. Jean-Louis Ravenel et Jean-Claude Sévelinge comptent parmi les favoris en groupe 2, tandis qu'Henry Greder est l'homme à battre en groupe 1.
- Peugeot

Le constructeur français fait débuter la 104 ZS groupe 2 en championnat mondial. Timo Mäkinen et Hannu Mikkola disposent des versions les plus affûtées (110 chevaux), tandis qu'une troisième voiture équipée du nouveau kit 'client' (85 chevaux) est confiée à Jean-Claude Lefebvre. Engagé à titre privé, Claude Laurent s'aligne sur 104 ZS groupe 1.
- Porsche

Quatre Porsche privées sont au départ, la plus puissante étant la Carrera groupe 4 (350 chevaux) de Jean-François Mas, une voiture très délicate à piloter sur les difficiles routes corses, notamment en cas de pluie. Jacques Alméras dispose d'une Carrera groupe 3 particulièrement bien préparée ; bien que débutant en Corse, il fait partie des favoris de cette catégorie.
- Fiat

Le constructeur turinois a fait l'impasse sur l'épreuve, mais est néanmoins représenté par le pilote italien Livio Lorenzelli, sur le spider 124 Abarth groupe 4 qui lui a valu la sixième place au Rallye Sanremo.

## Déroulement de la course

### Première étape (Bastia - Aéroport d'Ajaccio)
Le départ est donné de Bastia le samedi à treize heures. Les concurrents s'élancent par la route de Saint-Florent, avant de gagner le village de Casta pour le départ du premier secteur chronométré. Longue de dix-sept kilomètres et demi, la spéciale traverse le désert des Agriates. Sur une chaussée humide, Bernard Darniche se montre le plus rapide au volant de sa Lancia Stratos, devançant les Alpine de Jean-Claude Andruet et de Jean-Pierre Manzagol. Derrière, Sandro Munari (Lancia) a effectué un tête-à-queue sur une portion glissante. ; précédant de peu l'Opel de Walter Röhrl, il accuse plus de trente secondes de retard sur Darniche. Auteur d'un excellent début de parcours, Jean-Pierre Nicolas a dû terminer la spéciale au ralenti, câble d'accélérateur de son Opel cassé, et accuse un retard de huit minutes. Longue de 145 kilomètres, l'épreuve de classement entre Calvi et l’embouchure du Liamone est le premier juge de paix du rallye. Sur un parcours alternant parties sèches et secteurs glissants, Munari, parti en pneus mixtes, domine nettement son coéquipier Darniche, qui a malencontreusement opté pour des pneus pluie. Le champion italien regagne ainsi près de deux minutes et prend la tête de l'épreuve, avec une confortable avance de 83 secondes sur la seconde Lancia. Les voitures italiennes s'imposent d'autant plus facilement qu'Andruet a perdu beaucoup de temps à cause d'une crevaison, qui le relègue à la quatrième place à plus de six minutes de l'équipage de tête, et à près de trente secondes de Manzagol, toujours troisième. Dans le clan Opel, c'est l'hécatombe, la perte d'une roue ayant causé l'abandon de Nicolas, alors que Röhrl a dû stopper à maintes reprises pour refixer la courroie de ventilateur ; il termine la spéciale mais renonce peu après. Jean-Louis Clarr a également abandonné à cause de problèmes de distribution. La seule Opel groupe 4 rescapée est celle de Guy Fréquelin, septième au classement général. Munari conforte son avance dans la courte spéciale suivante, et se présente au contrôle de Porto Vecchio avec un avantage de près de deux minutes sur Darniche. Les Alpine, toujours emmenées par Manzagol et Andruet, sont à plus de six minutes. Légèrement en retrait après avoir connu quelques soucis d'alternateur, Jean Ragnotti, également sur Alpine, est cinquième.

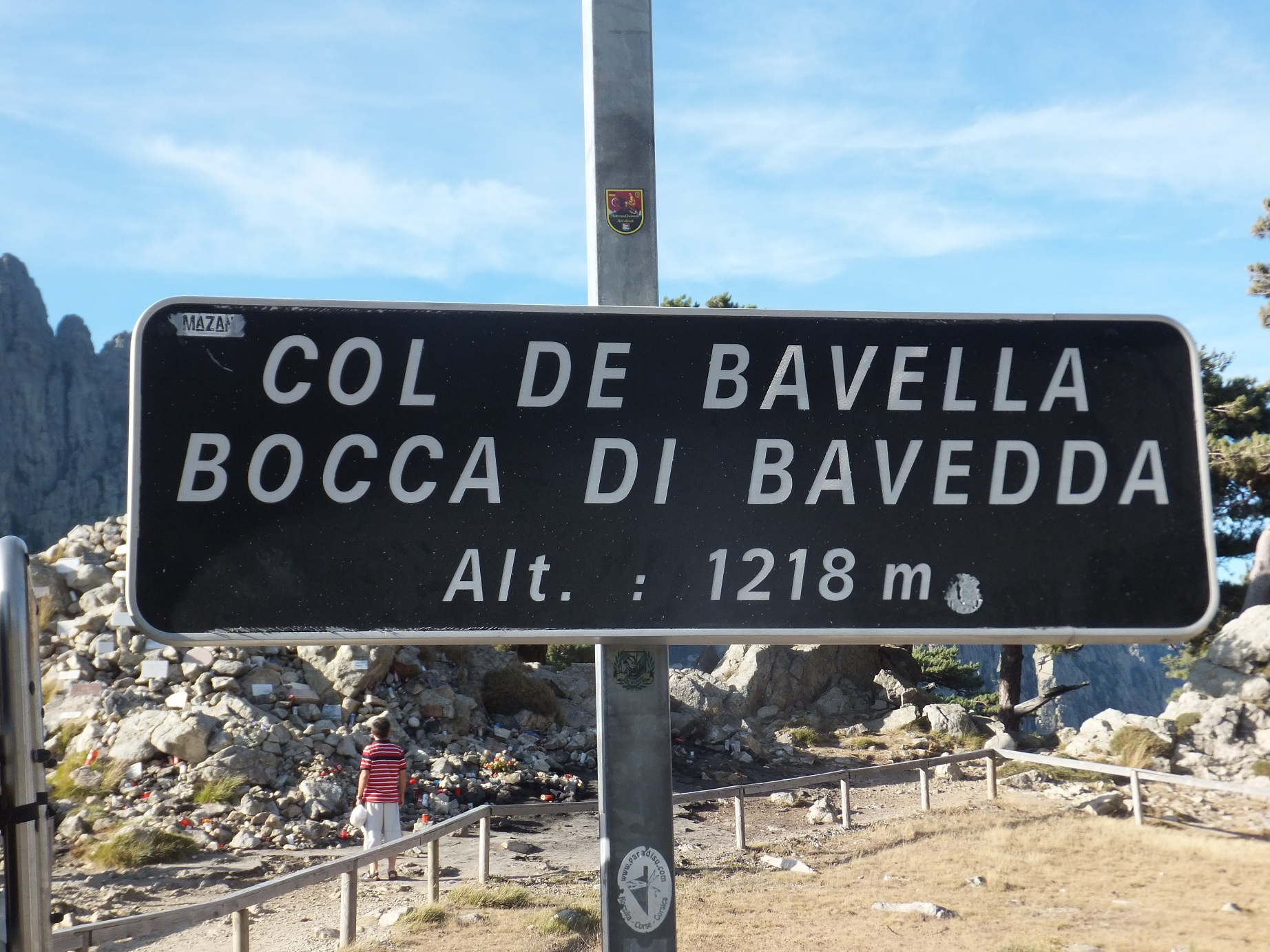
Le col de Bavella, point de passage de la cinquième épreuve spéciale.

Débute alors l'épreuve de classement la plus longue (166 kilomètres). Darniche attaque et reprend plus d'une minute et demie à Munari, revenant à seulement treize secondes au classement général. Les Alpine sont loin derrière, Manzagol étant désormais à près de douze minutes, Ragnotti à quinze, tandis qu'Andruet, victime d'une crevaison, n'a pu repartir : après remplacement de la roue, la boîte de vitesses est restée bloquée. Munari réagit dans la spéciale de Bavella, reprenant 38 secondes à Darniche. Les deux Lancia de tête ont une fois de plus nettement surclassé les meilleures Alpine, qui ont concédé quatre minutes en 28 kilomètres ! Fréquelin a été ralenti par une crevaison et divers soucis électriques ; il a dû céder sa cinquième place à Jean-François Mas, très provisoirement car la Porsche de ce dernier ne pourra rallier Ajaccio, couple conique cassé. Munari termine l'étape avec une avance de 51 secondes sur Darniche. Seuls ces deux pilotes jouent la victoire. Manzagol, troisième, est à plus de 16 minutes, devant Ragnotti qui accuse un retard de plus de 21 minutes (dont deux de pénalisation sur le parcours de liaison). Malgré ses ennuis qui lui ont valu sept minutes de pénalité, Fréquelin est cinquième, à 28 minutes. Il précède la Porsche de Jacques Alméras, premier du groupe 3. Il est alors trois heures du matin. Trente-huit équipages étant arrivés hors délais, il ne reste plus qu'une vingtaine de concurrents en course, qui vont disposer d'un peu moins de trois heures de repos avant de prendre le départ de la seconde boucle. 
| Pos. | Pilote               | Copilote              | Voiture                | Groupe | Temps           | Écart         |
| ---- | -------------------- | --------------------- | ---------------------- | ------ | --------------- | ------------- |
| 1    | Sandro Munari        | Silvio Maiga          | Lancia Stratos HF      | 4      | 4 h 51 min 37 s |               |
| 2    | Bernard Darniche     | Alain Mahé            | Lancia Stratos HF      | 4      | 4 h 52 min 28 s | + 51 s        |
| 3    | Jean-Pierre Manzagol | Jean-Francois Filippi | Alpine A310            | 4      | 5 h 08 min 01 s | + 16 min 24 s |
| 4    | Jean Ragnotti        | Jacques Jaubert       | Alpine A310            | 4      | 5 h 12 min 55 s | + 21 min 18 s |
| 5    | Guy Fréquelin        | Jacques Delaval       | Opel Kadett GT/E       | 4      | 5 h 19 min 57 s | + 28 min 20 s |
| 6    | Jacques Alméras      | Christian Delferrier  | Porsche Carrera        | 3      | 5 h 32 min 49 s | + 41 min 12 s |
| 7    | Pierre-Louis Moreau  | Pierre Baron          | Alpine A110            | 3      | 5 h 35 min 48 s | + 44 min 11 s |
| 8    | Jean-Marie Soriano   | Robert Simonetti      | Alpine A110 1800       | 4      | 5 h 37 min 57 s | + 46 min 20 s |
| 9    | Daniel Rognoni       | Gilbert Dini          | Porsche Carrera        | 3      | 5 h 38 min 31 s | + 46 min 54 s |
| 10   | Livio Lorenzelli     | Mario Necco           | Fiat 124 Abarth Spider | 4      | 5 h 40 min 39 s | + 49 min 02 s |

### Deuxième étape (Aéroport d'Ajaccio - Bastia)

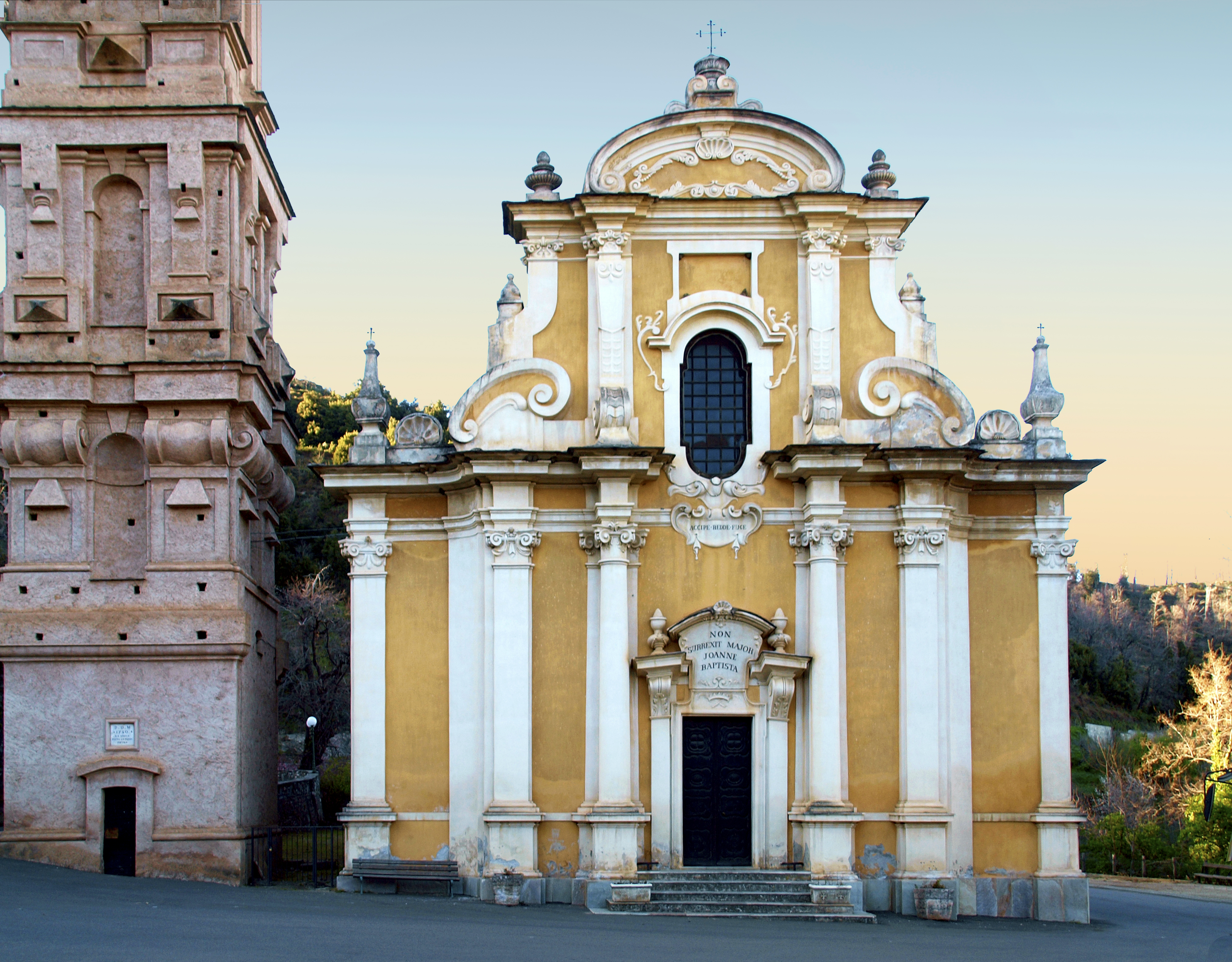
L'église de La Porta, terme de la dernière spéciale du rallye.

Les vingt équipages rescapés reprennent la route peu avant six heures en direction de Tavera, pour le départ la première spéciale du jour. Munari s'y montre une nouvelle fois le plus rapide, portant son avance sur Darniche à 82 secondes. Retardé par de graves problèmes d'injection, Fréquelin parvient au terme de la spéciale à Bastelica, mais abandonne aussitôt. Alméras est désormais cinquième, mais loin derrière les deux Alpine de Manzagol et Ragnotti. L'affrontement entre les deux hommes de tête continue dans la longue épreuve de classement de Palneca (137 kilomètres) : Darniche reprend près d'une minute et demie à Munari, dont la voiture commence à donner des signes de fatigue et qui de plus ressent les effets d'anciennes fractures aux poignets. On pense alors que le pilote français a repris la tête avec un avantage de six secondes, mais une erreur de pointage de dix secondes au contrôle horaire de  Suarella a auparavant coûté une minute de pénalité à l'équipage, toujours second avec un retard de 54 secondes. Il reste alors deux spéciales à disputer, et Darniche reste confiant. Sur les 76 kilomètres du tronçon suivant, il rattrape 41 secondes, réduisant son retard à 13 secondes. Tout va se jouer dans la Castagniccia, entre Talasani et La Porta. Munari parvient à reprendre 4 secondes à son coéquipier, s'assurant la première place, mais l'abattement de Darniche au départ de ce dernier secteur chronométré laisse planer un doute sur d'éventuelles consignes de la Scuderia Lancia en toute fin d'épreuve, favorisant la victoire de la voiture officielle de la marque. Les Stratos regagnent Bastia aux deux premières places, Munari remportant son deuxième Tour de Corse et Lancia un troisième titre mondial. Manzagol et Ragnotti, respectivement troisième et quatrième, devancent Alméras, vainqueur du groupe 3. De nombreux ennuis de câble d'accélérateur ont coûté la victoire en groupe 2 à Hannu Mikkola (Peugeot 104). Dixième à l'arrivée, le pilote finlandais a dû s'incliner face à Sévelinge, huitième et vainqueur de la catégorie sur son Opel. Également sur Opel Kadett, Henry Greder, neuvième, s'est imposé en groupe 1.

### Classements intermédiaires
Classements intermédiaires des pilotes après chaque épreuve spéciale

### Classement général
| Pos | No | Pilote                | Copilote              | Voiture           | Temps            | Écart             | Groupe |
| --- | -- | --------------------- | --------------------- | ----------------- | ---------------- | ----------------- | ------ |
| 1   | 1  | Sandro Munari         | Silvio Maiga          | Lancia Stratos HF | 8 h 23 min 55 s  |                   | 4      |
| 2   | 5  | Bernard Darniche      | Alain Mahé            | Lancia Stratos HF | 8 h 24 min 12 s  | + 17 s            | 4      |
| 3   | 14 | Jean-Pierre Manzagol  | Jean-Francois Filippi | Alpine A310       | 8 h 49 min 14 s  | + 25 min 19 s     | 4      |
| 4   | 8  | Jean Ragnotti         | Jacques Jaubert       | Alpine A310       | 8 h 59 min 28 s  | + 35 min 33 s     | 4      |
| 5   | 24 | Jacques Alméras       | Christian Delferrier  | Porsche Carrera   | 9 h 19 min 10 s  | + 55 min 15 s     | 3      |
| 6   | 59 | Pierre-Louis Moreau   | Pierre Baron          | Alpine A110       | 9 h 41 min 33 s  | + 1 h 17 min 38 s | 3      |
| 7   | 57 | Daniel Rognoni        | Gilbert Dini          | Porsche Carrera   | 9 h 48 min 48 s  | + 1 h 24 min 53 s | 3      |
| 8   | 66 | Jean-Claude Sévelinge | Joseph Sévelinge      | Opel Kadett GT/E  | 9 h 56 min 28 s  | + 1 h 32 min 33 s | 2      |
| 9   | 60 | Henry Greder          | Régine 'Céligny'      | Opel Kadett GT/E  | 10 h 06 min 28 s | + 1 h 42 min 33 s | 1      |
| 10  | 7  | Hannu Mikkola         | Jean Todt             | Peugeot 104 ZS    | 10 h 13 min 51 s | + 1 h 49 min 56 s | 2      |

### Hommes de tête
- ES1 :  Bernard Darniche -  Alain Mahé (Lancia Stratos HF)
- ES2 à ES9 :  Sandro Munari -  Silvio Maiga (Lancia Stratos HF)

### Vainqueurs d'épreuves spéciales
- Sandro Munari -  Silvio Maiga (Lancia Stratos HF) : 5 spéciales (ES 2, 3, 5, 6, 9)
- Bernard Darniche -  Alain Mahé (Lancia Stratos HF) : 4 spéciales (ES 1, 4, 7, 8)

## Résultats des principaux engagés
| No | Pilote                | Copilote                | Voiture                | Groupe | Classement général                                 | Class. groupe |
| -- | --------------------- | ----------------------- | ---------------------- | ------ | -------------------------------------------------- | ------------- |
| 1  | Sandro Munari         | Silvio Maiga            | Lancia Stratos HF      | 4      | 1er                                                | 1er           |
| 2  | Jean-Claude Andruet   | 'Biche'                 | Alpine A310            | 4      | ab. dans la 4e spéciale (boîte de vitesses)        | -             |
| 3  | Walter Röhrl          | Jochen Berger           | Opel Kadett GT/E       | 4      | ab. après la 2e spéciale (courroie de ventilateur) | -             |
| 4  | Timo Mäkinen          | Henry Liddon            | Peugeot 104 ZS         | 2      | ab. dans la 2e spéciale (moteur)                   | -             |
| 5  | Bernard Darniche      | Alain Mahé              | Lancia Stratos HF      | 4      | 2e à 17 s                                          | 2e            |
| 6  | Jean-Pierre Nicolas   | Vincent Laverne         | Opel Kadett GT/E       | 4      | ab. dans la 2e spéciale (perte d'une roue)         | -             |
| 7  | Hannu Mikkola         | Jean Todt               | Peugeot 104 ZS         | 2      | 10e à 1 h 49 min 56 s                              | 2e            |
| 8  | Jean Ragnotti         | Jacques Jaubert         | Alpine A310            | 4      | 4e à 35 min 33 s                                   | 4e            |
| 9  | Francis Serpaggi      | Dominique Subrini       | Lancia Stratos HF      | 4      | ab. après la 4e spéciale (retrait)                 | -             |
| 10 | Jean-François Mas     | Maurice Gélin           | Porsche Carrera        | 4      | ab. après la 5e spéciale (transmission)            | -             |
| 11 | Francis Vincent       | 'Tilber'                | Alpine A310            | 4      | ab. dans la 2e spéciale (moteur)                   | -             |
| 12 | Guy Fréquelin         | Jacques Delaval         | Opel Kadett GT/E       | 4      | ab. après la 6e spéciale (injection)               | -             |
| 14 | Jean-Pierre Manzagol  | Jean-Francois Filippi   | Alpine A310            | 4      | 3e à 25 min 19 s                                   | 3e            |
| 15 | Livio Lorenzelli      | Mario Necco             | Fiat 124 Abarth Spider | 4      | ab. après la 6e spéciale (collision)               | -             |
| 19 | Jean-Louis Clarr      | Jean-François Fauchille | Opel Kadett GT/E       | 4      | ab. dans la 2e spéciale (culbuteurs)               | -             |
| 20 | Michèle Mouton        | Françoise Conconi       | Alpine A310            | 4      | ab. dans la 3e spéciale (différentiel)             | -             |
| 24 | Jacques Alméras       | Christian Delferrier    | Porsche Carrera        | 3      | 5e à 55 min 15 s                                   | 1er           |
| 29 | Jean-Marie Soriano    | Robert Simonetti        | Alpine A110 1800       | 4      | non classé (hors délais)                           | -             |
| 36 | Jean-Louis Ravenel    | Jean Ravenel            | Opel Kadett GT/E       | 2      | ab. dans la 7e spéciale (sortie de route)          | -             |
| 40 | Jean-Claude Lefebvre  | Jean de Alexandris      | Peugeot 104 ZS         | 2      | ab. dans la 3e spéciale (filtre à huile)           | -             |
| 57 | Daniel Rognoni        | Gilbert Dini            | Porsche Carrera        | 3      | 7e à 1 h 24 min 53 s                               | 3e            |
| 59 | Pierre-Louis Moreau   | Pierre Baron            | Alpine A110 1800       | 3      | 6e à 1 h 17 min 38 s                               | 2e            |
| 60 | Henry Greder          | Régine 'Céligny'        | Opel Kadett GT/E       | 1      | 9e à 1 h 42 min 33 s                               | 1er           |
| 61 | Claude Laurent        | Jacques Marché          | Peugeot 104 ZS         | 1      | 11e à 2 h 10 min 40 s                              | 2e            |
| 66 | Jean-Claude Sévelinge | Joseph Sévelinge        | Opel Kadett GT/E       | 2      | 8e à 1 h 32 min 33 s                               | 1er           |

## Classement du championnat à l'issue de la course
- attribution des points : 20, 15, 12, 10, 8, 6, 4, 3, 2, 1 respectivement aux dix premières marques de chaque épreuve (sans cumul, seule la voiture la mieux classée de chaque constructeur marque des points).
- seuls les sept meilleurs résultats (sur dix épreuves) sont retenus pour le décompte final des points.
- comptant 49 points d'avance sur Opel, Lancia est déjà assuré de remporter le titre mondial.

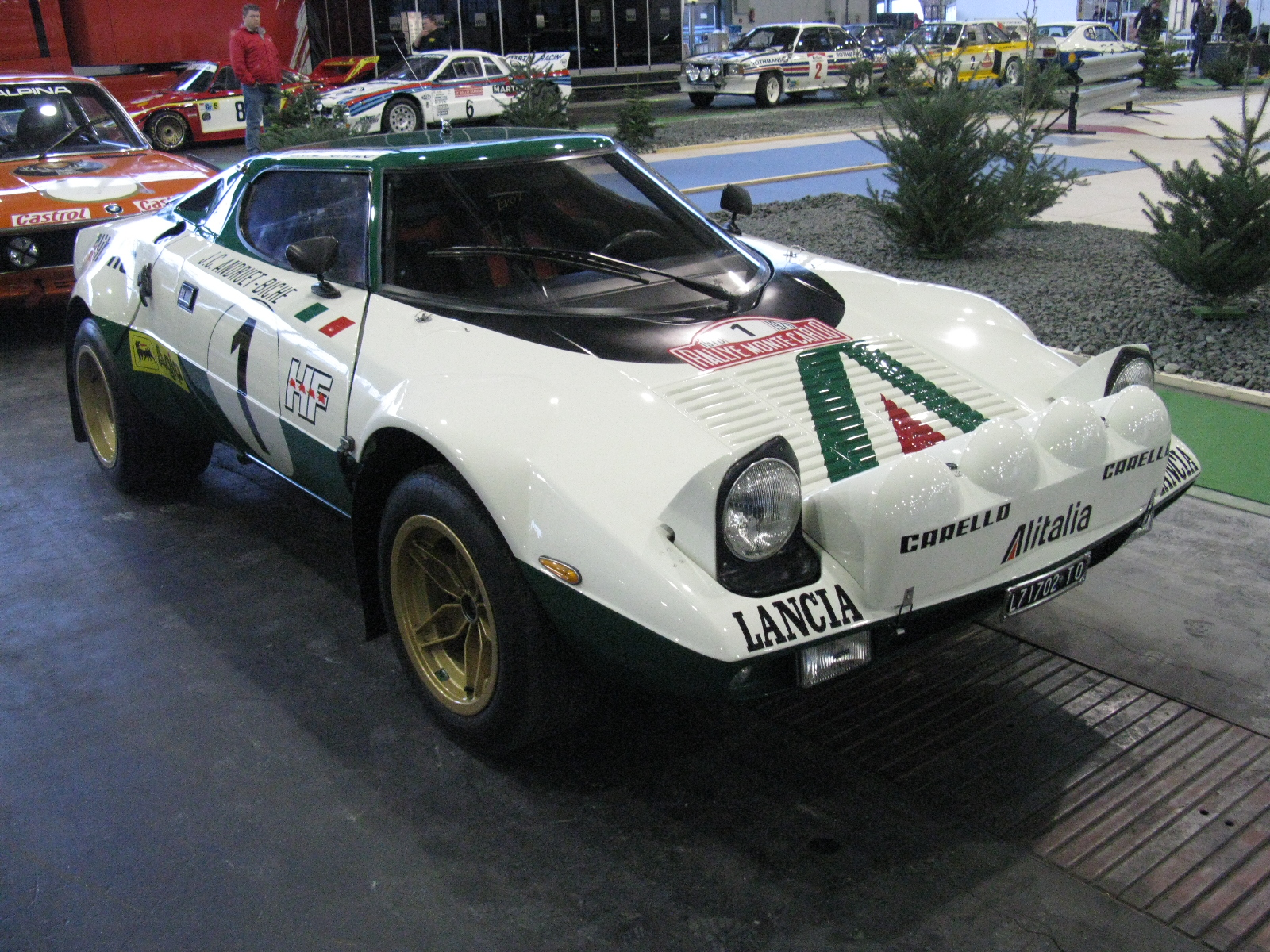
Troisième titre mondial consécutif pour Lancia et pour la Stratos.

| Pos. | Marque         | Points | M-C | SUE | POR | SAF | ACR | MAR | FIN | SAN | COR | RAC |
| ---- | -------------- | ------ | --- | --- | --- | --- | --- | --- | --- | --- | --- | --- |
| 1    | Lancia         | 102    | 20  | 10  | 20  | -   | -   | 12  | -   | 20  | 20  |     |
| 2    | Opel           | 53     | 10  | 12  | 12  | -   | 8   | -   | -   | 8   | 3   |     |
| 3    | Datsun         | 36     | -   | -   | 6   | 4   | 20  | -   | 6   | -   | -   |     |
| 4    | Fiat           | 32     | 6   | -   | -   | -   | -   | -   | 20  | 6   | -   |     |
| 5    | Peugeot        | 31     | -   | -   | -   | 10  | -   | 20  | -   | -   | 1   |     |
| 6    | Saab           | 28     | -   | 20  | -   | -   | -   | -   | 8   | -   | -   |     |
| 7    | Toyota         | 27     | -   | -   | 15  | -   | -   | -   | 12  | -   | -   |     |
| 7=   | Alpine-Renault | 27     | -   | -   | -   | -   | 15  | -   | -   | -   | 12  |     |
| 7=   | Ford           | 27     | 8   | -   | 4   | -   | -   | -   | 15  | -   | -   |     |
| 10   | Mitsubishi     | 20     | -   | -   | -   | 20  | -   | -   | -   | -   | -   |     |
| 11   | Porsche        | 14     | 4   | -   | -   | -   | -   | -   | -   | 2   | 8   |     |
| 12   | Alfa Romeo     | 12     | 1   | -   | -   | 1   | 10  | -   | -   | -   | -   |     |
| 13   | Citroën        | 10     | -   | -   | -   | -   | -   | 10  | -   | -   | -   |     |
| 14   | Lada           | 6      | -   | -   | -   | -   | 6   | -   | -   | -   | -   |     |
| 14=  | Renault        | 6      | -   | -   | -   | -   | -   | 6   | -   | -   | -   |     |
| 16   | Volvo          | 4      | -   | 4   | -   | -   | -   | -   | -   | -   | -   |     |
| 16=  | BMW            | 4      | -   | -   | -   | -   | 4   | -   | -   | -   | -   |     |
| 18   | Mazda          | 3      | -   | -   | 3   | -   | -   | -   | -   | -   | -   |     |
| 18=  | Volkswagen     | 3      | -   | -   | -   | -   | 3   | -   | -   | -   | -   |     |
| 20   | Wartburg       | 1      | -   | -   | -   | -   | 1   | -   | -   | -   | -   |     |